# أوغو جياتشيري
أوغو جياتشيري (13 أيار 1896 – 5 تموز 1989) كان بهائيًا بارزًا من أصول أرستقراطية في مدينة باليرمو الإيطالية. في مناسبة إحياء ذكرى تأسيس الجمعية الروحية في بيروجيا، شارك جياتشيري قصة مؤثرة عن كونه جنديًا شابًا جريحًا في بيروجيا عام 1916، حين لم يكن قد تعرّف بعد على الدين البهائي. بعد انتهاء الحرب العالمية الأولى، انتقل إلى الولايات المتحدة حيث اعتنق الدين البهائي حوالي عام 1926. وفي عام 1947، عاد مع عائلته إلى العاصمة روما، وهناك ساهم في ترجمة عدد من الكتب البهائية إلى اللغة الإيطالية. ومنذ عام 1948، بدأ بالاهتمام بتأمين الرخام الإيطالي لبناء الهيكل العلوي لضريح الباب ومبنى الأرشيف الدولي في حيفا. عُيّن يدًا للقضية البهائية من قبل شوقي أفندي في كانون الأول 1951، كما تم اختياره عضوًا عامًا في المجلس البهائي الدولي، وقد أُطلق اسمه على أحد أبواب ضريح الباب تكريمًا له.
تم تعيينه يدًا للقضية من قبل شوقي أفندي في كانون الأول 1951، كما عيّنه عضوًا عامًا في المجلس البهائي الدولي، وقد أُطلق اسمه على أحد أبواب مرقد الباب تكريمًا له.

## الأعمال
- Giachery، Ugo (1973). Shoghi Effendi - Recollections. Oxford, UK: George Ronald. ISBN:0-85398-050-0. مؤرشف من الأصل في 2025-03-23.